# 洪戈尼
洪戈尼，是匈牙利包尔绍德-奥包乌伊-曾普伦州所辖的一个村。总面积39.15平方公里，总人口1535，人口密度39.2人/平方公里（2011年1月1日）。